# Den gyllene masken
Den gyllene masken är en tysk komedifilm från 1930 i regi av Stefan Szekely. Szekely stod även för filmmanuset tillsammans med Emeric Pressburger och Hans H. Zerlett. Filmens huvudroll görs av Camilla Horn som spelar en statist som får chansen att göra en stor filmroll. Filmen är anmärkningsvärd då ett 30-tal av Weimartysklands populäraste filmstjärnor medverkar som sig själva. Den innehåller scener som parodierar tidens tyska filmer.
Filmen hade svensk premiär i mars 1931.

## Rollista
- Camilla Horn – Eva von Loe
- Theodor Loos – Hall, regissör
- Harry Frank – Paul Wessel
- Paul Kemp – regiassistent Mopp
- Paul Henckels – Klieht
- Anna Müller-Lincke – garderobiär
- Karl Platen – Fridericus Rex
- Ferdinand Bonn – Cornelius

Som sig själva:

- Betty Amann
- Elga Brink
- Lil Dagover
- Liane Haid
- Anny Ondra
- Adele Sandrock
- Olga Tjechova
- Gustav Diessl
- Paul Heidemann
- Walter Janssen
- Fritz Kortner
- Franz Lederer
- Theo Lingen
- Fritz Rasp
- Walter Rilla
- Luis Trenker
- Conrad Veidt
- Ernö Verebes
- Jenny Jugo